# Gustaw Morcinek

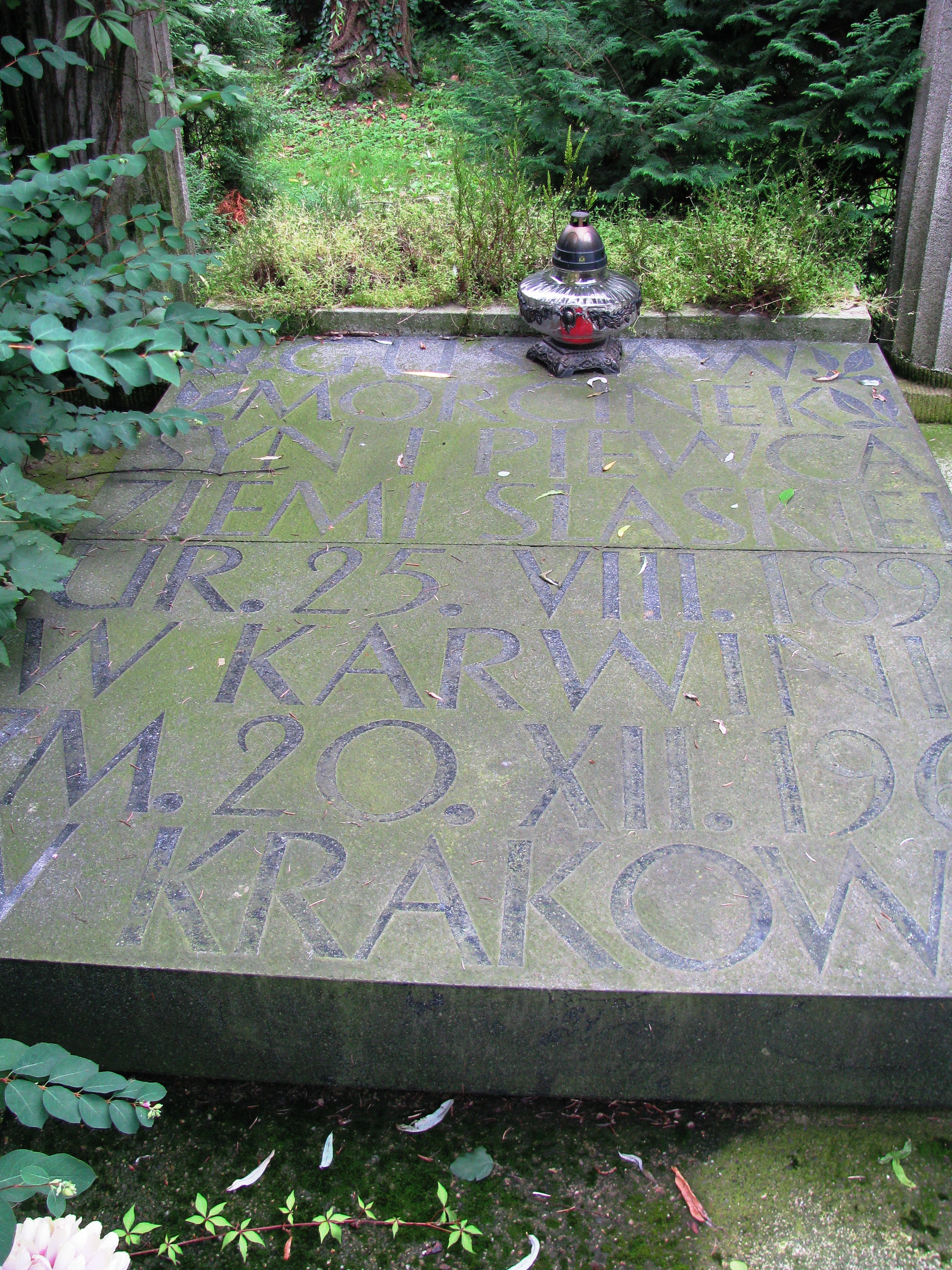
Jeho hrob v Těšíně.

Gustaw Morcinek (narozen jako Augustyn Morcinek, [morčjinek]) (24. srpna 1891 v Karviné, Rakousko-Uhersko – 20. prosince 1963 v Krakově, Polsko) byl polský spisovatel, pedagog a pozdější člen Sejmu v období 1952 až 1957. Je považován za jednoho z nejvýznamnějších spisovatelů ze Slezska.

## Životopis
Morcinek se narodil v roce 1891 v Karviné do chudé rodiny. Byl nejmladším ze čtyř sourozenců. Jeho otec Józef zemřel v roce 1892 a jeho matka se musela starat o celou rodinu. Augustyn začal pracovat v dole ve svých 16 letech, což ovšem bylo na zvyklosti této doby poměrně pozdě. Když mu bylo 19 let, tak horníci udělali sbírku na jeho vzdělání a Morcinek začal navštěvovat učitelský seminář v Bělé, který ukončil v roce 1914. V tomto roce byl povolán do Rakousko-uherské armády a po roce 1918 sloužil krátce i v Polské armádě. V roce 1920 bylo Těšínské Slezsko rozděleno mezi Polsko a Československo, přičemž jeho rodná Karviná zůstala v Československu. Jakožto polský aktivista se Morcinek rozhodl zůstat v Polsku. V 20. a 30. letech pracoval jako učitel v Skočově.

### Meziválečné období
Během meziválečného období Morcinek publikoval množství článků v různých slezských tiskovinách. Svá nejdůležitější díla napsal právě na konci 20. let a na začátku 30. let a stal se tak jediným Slezským prozaikem píšícím v polštině v meziválečném období. Jeho díla se zaměřovala především na hornickou tematiku a na slezská témata. Morcinek vystihl realisticky hornickou práci a život a zdůrazňoval sociální charakter národního útlaku polských horníků. Roky 1936–1939 Morcinek absolvoval literární setkání v západní Evropě zejména mezi polskými imigranty.

### Druhá světová válka
Morcinek se vrátil do Polska krátce před vypuknutím druhé světové války. Hned 6. září 1939 byl zatčen gestapem a ze začátku byl vězněn spolu s Władysławem Dworaczkem a zbytkem slezské inteligence. Nejprve byl krátce internován ve sběrném táboře Skrochovice, celou válku pak strávil v koncentračních táborech Sachsenhausen a Dachau. Předpokládaným důvodem jeho zatčení byla protiněmecká aktivita před válkou a skutečnost, že pes v jedné z jeho novel ("Wyrąbany chodnik") se jmenoval Bismarck. Během pobytu v koncentračních táborech dostal možnost podepsat Volkslistu, ale odmítl.

### Poválečné období

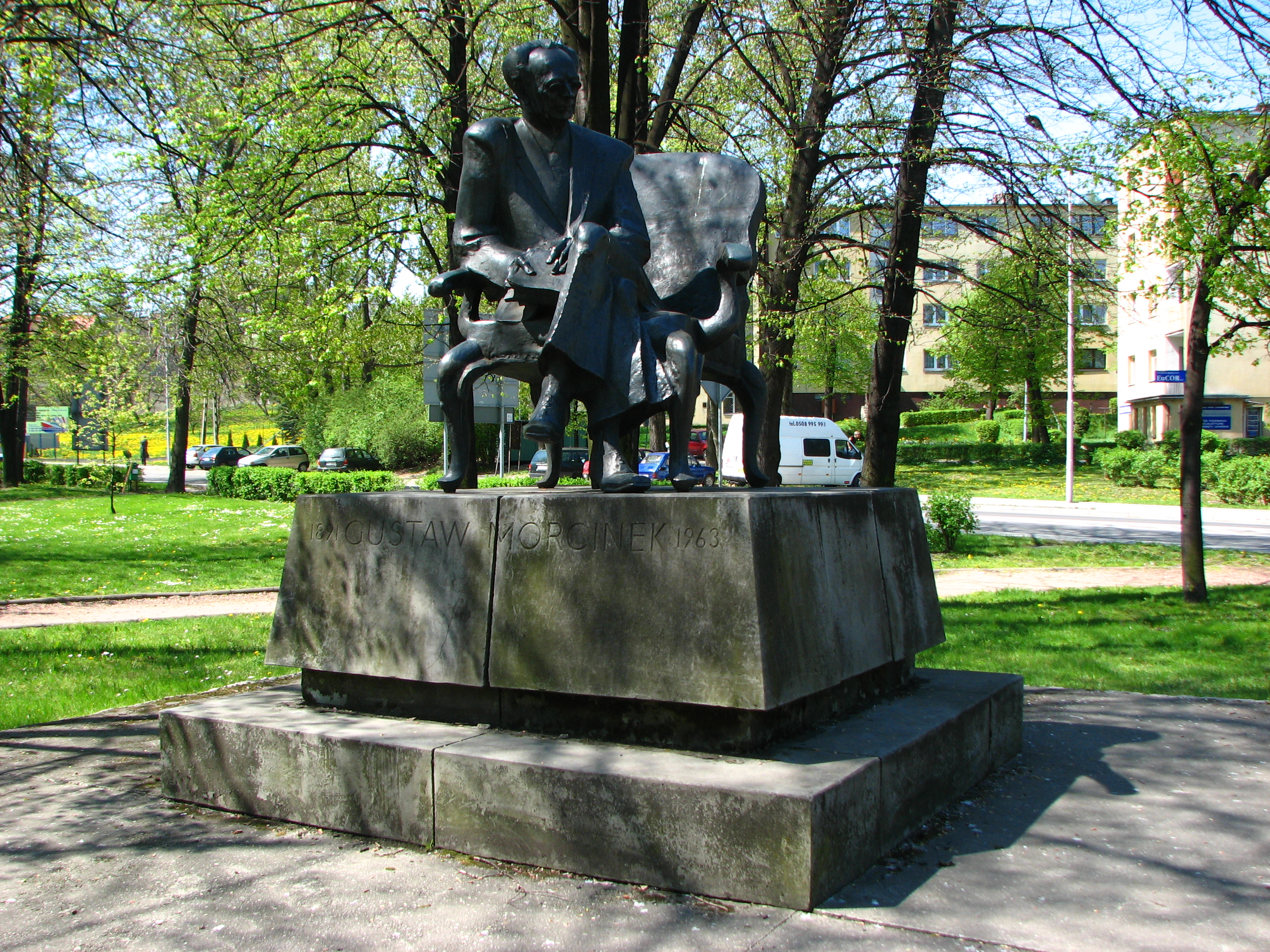
Pomník Gustava Morcinka v Skočově

Po svém propuštění až do listopadu 1946 žil Morcinek ve Francii, Itálii a Belgii a spolupracoval s polským emigračním tiskem v těchto zemích. Poté se vrátil do Polska a pobýval znovu ve svém domě ve Skočově. Po svém návratu aktivně podporoval novou vládu a znovu začal psát. Nadále se zabýval slezskými tématy, ale rozšířil své dílo o knihy pro děti a epistolografii. Obdržel mnoho uznání a literárních cen za svou práci, jeho knihy byly přeloženy a publikovány v zahraničí, v Československu minimálně (na Slovensku vyšly jeho dvě knihy ve slovenském překladu), zejména z politických důvodů.
Gustaw Morcinek zemřel na leukemii 20. prosince 1963 v Krakově a je pohřben na obecním hřbitově v Těšíně (pl. 'Cmentarz Komunalny w Cieszynie').

## Politická činnost
Morcinek byl politicky činný od svých mladých let. Byl aktivní obhájce připojení Těšínského Slezska k Polsku. Během meziválečného období byl protiněmecký aktivista, někteří kritici jej obviňují z rozšiřování nenávisti. Po válce podporoval Polskou sjednocenou dělnickou stranu) a byl poslancem Sejmu za volební obvod Katovice (1952–1957).
Po Gustawu Morcinkovi byl pojmenován bývalý důl v Kačicích (Polsko) na česko-polském pomezí.

## Dílo
- Serce za tamą (soubor novel; 1929)
- Chleb na kamieniu (soubor novel; 1932)
- Byli dwaj bracia (román 1930; slovensky Boli dvaj bratia, 1936)
- Wyrąbany chodnik (dvoudílný román; 1931–32)
- Narodziny serca (román pro mládež; 1932)
- Gwiazdy w studni (román pro mládež; 1933)
- Łysek z pokładu Idy (povídky; 1933)
- Śląsk (odborná práce; 1933)
- Ludzie są dobrzy (román pro mládež; 1935)
- Uśmiech na drodze (román pro děti; 1935)
- Gołębie na dachu (povídky; 1936)
- Noc listopadowa (novela; 1936)
- Po kamienistej drodze (román; 1936)
- Inżynier Szeruda (román; 1937)
- W najmłodszym lesie (reportáže; 1937)
- Maszerować!... (román pro mládež; 1938)
- Miasteczko nad rzeką (povídky; 1938)
- Listy spod morwy (vzpomínky z koncentračních táborů; 1945)
- Dziewczyna z Pól Elizejskich (povídky; 1946)
- Listy z mojego Rzymu (povídky; 1946)
- Wyorane kamienie (román; 1946)
- W zadymionym słońcu (povídky pro mládež; 1947)
- Wróżbita (povídky; 1947)
- Dwie korony. Rzecz o ojcu Maksymilianie Marii Kolbem (biografie; 1948; slovensky Dve koruny, 1950)
- Zagubione klucze (román; 1948)
- Zabłąkane ptaki (román pro mládež; 1948)
- Górny Śląsk (esej; 1950)
- Pokład Joanny (román; 1950)
- Urodzaj ludzi (román; 1951)
- Odkryte skarby (povídky; 1953)
- Ondraszek (1953)
- Z mojej ziemi (výbor z publicistiky; 1955)
- Wskrzeszenie Herminy (román; 1956)
- Roztomili ludkowie (povídky; 1956)
- Nowele wybrane (výbor novel; 1956)
- Wybór pism, sv. 1 – 3 (vybrané spisy; 1956)
- Judasz z Monte Sicuro (román; 1957)
- Mat Kurt Kraus (román; 1957)
- Jak górnik Bulandra diabła oszukał (slezské pohádky; 1961; č. výběr 2012)
- Jan Wantuła (studie; 1959)
- Czarna Julka (román; 1958; slovensky Čierna Julka, 1986)
- Victoria (román, 1959)
- Siedem zegarków kopidoła Joachima Rybki (román; 1961)
- Przedziwne śląskie powiarki (slezské pohádky; 1961)
- Ziemia Cieszyńska (eseje; 1961)
- Opowieść o ludziach z pociągu (povídky; 1963)
- Przedziwna historia o zbójniku Ondraszku (legendy; 1963)
- Górniczy zakon (román; 1964)
- Miód w sercu i inne nowele, sv. 1 – 2 (výbor novel; 1966)
- W wiergułowej dziedzinie (pro mládež; 1975)
- Legendy i baśnie (výbor z legend a bájí; 1984)
- Gustaw Morcinek do Dziewczyny ze Wschodniej Ballady. Listy Gustawa Morcinka do Janiny Gardzielewskiej (epistolografie; 1983)
- Opowiadania (výbor povídek; 1985)
- Gustawa Morcinka „Listów spod morwy ciąg dalszy“. Listy Gustawa Morcinka do Władysławy Ostrowskiej (epistolografie, 1986)

Uspořádal
Z górnośląskiej ziemi (próza a poezie; red. s Marií Suboczovou, 1963).